# IC 2850
IC 2850 ist eine Balken-Spiralgalaxie vom Hubble-Typ SBb? im Sternbild Löwe an der Ekliptik. Sie ist schätzungsweise 278 Millionen Lichtjahre von der Milchstraße entfernt und hat einen Durchmesser von etwa 55.000 Lichtjahren.

Im selben Himmelsareal befinden sich u. a. die Galaxien IC 696, IC 2853, IC 2857, IC 2867.
Das Objekt wurde am 27. März 1906 vom deutschen Astronomen Max Wolf entdeckt.